# Hungarosaurus tormai
Hungarosaurus tormai es la única especie conocida del género extinto  Hungarosaurus  (“lagarto húngaro”) de dinosaurio tireóforo nodosáurido, que vivió a finales del período Cretácico, hace aproximadamente 84 millones de años, en el Santoniense, en lo que es hoy Europa. Hungarosaurus pertenece a la familia Nodosauridae basal, más derivado que el Struthiosaurus, pero menos que el grupo de nodosáuridos bien conocidos del Cretácico norteamericano como Silvisaurus, Sauropelta y Pawpawsaurus. Material de anquilosaurianos en Europa son conocidos desde el siglo XIX, fueron encontrados en Inglaterra, Austria, oeste de Rumania, Francia, y norte de España. El nombre genérico proviene de hungar por Hungría y del griego sauros por lagarto, la especie fue nombrada por András Torma.

## Descripción
Hungarosaurus fue un dinosaurio acorazado de aproximadamente entre 4 y 4,5 metros largo, 1,3 de alto y un peso de 500 kilogramos. La cabeza media alrededor de 32 a 36 centímetros de largo. Tenía una muesca grande en el frente de premaxilar, el proceso nasal fino en los premaxilares, cóndilos romboidales robustos en el cuadrado, una cavidad grande del interpterigoideo, en dorsoventral de par en par el cuadrado yugal con la protuberancia fuerte, en posterodorsal una cresta orientada en postorbital, una diastema corta entre la sínfisis y la primera posición del diente del dentario, proceso retroarticular surangular muy corto de la vértebra dorsal , anteriormente transversalmente ancho, anteroposterior centro amficoelos de la articulación, con el canal neural muy grande, desplazamiento dorsal del proceso pseudoacromial del omóplato. En el lugar del hallazgo del Hungarosaurus también se ha encontrado el resto de los pescados óseos, tortugas, lagartos, cocodrilos, y pterosaurios, junto con los dientes de un diminuto dromeosáurido y de un ornitópodo similar al rabdodonte.

## Descubrimiento e investigación
Los restos del Hungarosaurus fueron encontrados en el pozo de una mina de bauxita cerca de la villa de Iharkút, condado de Veszprém, en las montañas Balkony, en los montes Transdanubianos del oeste de Hungría. La mina expone a la Formación Csehbánya (cubierta por la Formación Halimba, también cretácea en edad), que es un depósito de humedales y canales que consiste en gran parte en arcillas arenosas y camas de piedras areniscas. El espécimen señalado como el holotipo es MTM Gyn/404 de la colección del magyar Természettudományi Múzeum, Budapest, Hungría y consiste en 450 huesos, incluyendo las porciones del cráneo premaxilar, postorbital izquierdo, prefrontal izquierdo, derecho lacrimal, cuadrado yugal, yugal, frontal izquierdo, pterigoide, vomer, el cuadrado derecho y un fragmento del cuadrado izquierdo, basioccipital, un hiode, una mandíbula derecha incompleta, tres vértebras cervicales, seis vértebras dorsales, diez vértebras caudales, los fragmentos osificados de tendones, tres costillas cevicales y trece dorsales, cinco cheurones, el escapulocoracoide izquierdo, omóplato derecho, las porciones de la mano derecho, una pelvis parcial, y más de cientos de osteodermos. Estos pertenecen a por lo menos a cuatro individuos.